# Гильом де Рош
Гильом де Рош (фр. Guillaume des Roches; около 1155/1160 — 15 июля 1222) — французский рыцарь, сеньор Сабле (по праву жены), сенешаль Анжу, Мэна и Турени. Первоначально он находился на службе у королей Англии Генриха II Ричарда I Львиное Сердце и Иоанна Безземельного. В 1202 году Гильом, оскорблённый поведением Иоанна Безземельного, который жестоко обращался с захваченными в плен около замка Мирабо рыцарями, в числе которых были его друзья и родственники, перешёл на сторону французского короля Филиппа II Августа, став одной из ведущих фигур при его дворе.

## Происхождение
Судя по всем, Гильом был родом из Турени и происходил из семьи, центром владений которой был Шато-дю-Луар. Из этой же семьи вышел Пьер де Рош, епископ Уинчестерский, занимавший видное место при дворе английских королей Иоанна Безземельного и Генриха III.
Поздний источник сообщает, что родителями Гильома были Балдуин де Рупибус и Алиса, дочь виконта Шательро, а сам он родился в Пуату. Балдуин и его отец, Герберт де Рупибус, в начале владели землёй в Шато-дю-Луар. Николас Винсент считает, что этот род был одной из ветвью семьи Рупибус из Рошкорбона (недалеко от Тура), известного с X века. В 1160 году они приняли родовое прозвание «де Брен». Гильом носил тот же герб, что и Рупибусы, отличающийся только чертой, означающей происхождение из младшей ветви.

## Ранняя карьера
Год рождения Гильома не упоминается. Гастон Дюбуа на основании примерной даты брака с Маргарита де Сабле (около 1190), который он полагает вторым, и даты брака младшей дочери (1217) предполагает, что Гильом должен был родиться между 1155 и 1160 годами.
О ранней биографии Гильома ничего не известно. В недатированной хартии о пожертвовании аббатству Нотр-Дам-де-Буасьер в Анжу упоминается некий Гильом де Рупибус (лат. Guillermus de Rupibus, которого Дюбуа считает одним лицом с Гильмом де Рошем. Также там упоминается жена этого Гильома по имени Филиппа и его свекровь Илария. Эту Филиппу исследователь считает первой женой Гильома, а саму хартию относит к концу 1180-х годов. В то же время маркиз де Брезе считает, что отождествление мужа Филиппы с сенешалем Гильомом ошибочно. Он указывает, что Илария, дама де Бё, имела несколько дочерей, одна из которых, Филиппа, около 1200 года вышла замуж за Гильома де Роша, вассала Монсоро, умершего в 1217 году. Сенешаль Гильом де Рош в это время уже был женат на Маргарите де Сабле.
Гильом был мелким рыцарем, владевшим землёй в Шато-дю-Луар. «История Уильяма Маршала» называет его среди рыцарей, сохранивших до конца верность королю Генриху II в 1189 году. Когда король в июне был вынужден бежать из Ле-Мана, его сопровождал отряд рыцарей, которыми командовал Уильям Маршал. Вскоре они обнаружили за собой погоню. Тогда Маршал в сопровождении де Роша остались, чтобы задержать противников. Внезапно они увидели самого Ричарда Львиное Сердце, восставшего против отца сына Генриха II. На нём был только шлем и дублет и он был вооружён только мечом, в то время как у Маршала были копьё и щит. Хотя Уильям и мог убить принца, но он не смог себя заставить это сделать. В последний момент он направил копьё не на всадника, а на коня. На этом преследование короля прекратилось.
Согласно «Itinerarium Regis Ricardi», Гильом принимал участие в Третьем крестовом походе, в 1192 году участвовал в переговорах с Саладином и был одним из тех, кому в сентябре того же года было разрешено войти в Иерусалим.
Поворотным моментом в его жизни стал брак с Маргарите де Сабле, дочери Роберта IV де Сабле. Дюбуа считает, что он был заключён не позднее конца июля 1190 года, поскольку когда в августе король Ричард I отправился в Третий крестовый поход, в составе его армии были и Роберт де Сабле, и Гильом де Рош. После того как де Рош унаследовал владения тестя, он стал одним из ведущих магнатов Анжу и Мэна, принеся ему баронию с центром Сабле в Мэне. Кроме того, в состав доставшихся ему владений входили Лупеланд и Ла Сюз в Мэне и Пресинье, Бриоле и Брион в Анжу.
В 1193 году Роберт Сабле, командовавший английским флотом, отрёкся от мира, став великим магистром ордена Тамплиеров. Дюбуа считает, что слава тестя способствовала росту политической значимости Гильома. Когда в 1193 году Ричард I вернулся из плена в Англию, он отправил во Францию посольство, в состав которого вошёл и де Рош. В 1195 году Гильом засвидетельствовал хартию о пожертвовании аббатству Святой Троицы в Вандоме, сделанном Бушаром, графом Вандома. Также его подпись в качестве свидетеля присутствует на королевских хартиях, датированных 7 октября 1197 года и 19 февраля 1199 года.

## Сенешаль Анжу, Мэна и Турени
Ричард I умер после полученной раны 6 апреля 1199 года. Среди присутствующих на похоронах короля французских сеньоров упоминается и Гильом де Рош.
Ричард не оставил распоряжений по поводу своего преемника. По старшинству трон должен был достаться Артуру, герцогу Бретонскому, сыну его умершего брата Жоффруа. Однако английская знать сделала выбор в пользу Иоанна Безземельного, самого младшего из братьев покойного короля. В конце апреля в Руане он был назван герцогом Нормандским. А 25 мая Иоанн отплыл в Англию, где 27 мая был коронован архиепископом Хьюбертом Уолтером в Вестминстерском аббатстве.
Однако в континентальных владениях Анжуйской империи — Анжу, Мэне и Бретани — действовал принцип первородства, поэтому местные феодалы оспаривали у нового короля право на престол, поддерживая претензии его племянника, Артура Бретонского, поскольку тот был сыном старшего брата Иоанна. Артуру в момент смерти дяди было 12 лет. 16 апреля он вместе с представителями бретонской знати и Гильомом де Рошем прибыл в Анжу, где 18 апреля его провозгласили графом Анжу, Мэна и Турени. После этого он вернулся в Ле-Ман. В качестве награды де Рош в мае получил лес Берсэ в Мэне, чем увеличил его богатство. Кроме того, Артур назначил Гильома сенешалем Анжу, Мэна и Турени. В итоге он стал самым влиятельным бароном Анжу и Мэна, после графа Артура.
Хотя Иоанн попытался добиться примирения со сторонниками Артура, успеха он не добился. Одной из проблем Иоанна стал тот факт, что он пришёл к власти, когда Филипп II Август был на вершине своего могущества; французский король превосходил своего английского коллегу как в искусстве ведения войны, так и в дипломатии. Он принял от Артура вассальную присягу в качестве графа Анжу, Мэна и Турени и подтвердил сделанные им пожалования баронам в Мэне, в том числе и де Рошу.
В августе Иоанн вернулся в Нормандию, откуда отправился в Мэн. 18 сентября в Овер-ле-Амон недалеко от Сабле с ним встретился Гильом, пытаясь добиться мира между дядей и племянником, сохранив при этом власть Артура. Король пообещал заключить соглашение с Артуром. 22 сентября он прибыл в Ле-Ман. Иоанн, который понимал, какое влияние сенешаль Гильом оказывает на юного принца, попытался расположить его к себе. 29 сентября де Рош был одним из свидетелей данной королём хартии, подтверждающей сделанное им в качестве графа Мортена дарение церкви Святых апостолов Петра и Павла в Монтегю (Англия). Однако попытка примирения успехом не увенчалась. Артур отправился в Париж просить поддержки у французского короля. Гильом, судя по всему, его не сопровождал, поскольку 8 октября заверил данную в Ле-Мане королевскую хартию. Предвидя нападение Филиппа II, английских король взял в заложники родственников несколько баронов Мэна, чтобы иметь гарантии их лояльности. Однако когда в том же октябре французская армия вторглась в Мэн, войска Артура, присоединившиеся к ней, возглавлял именно де Рош. Когда Филипп II разрушил замок Баллон, сенешаль упрекнул его в нарушении соглашения с Артуром; в ответ французский король ответил, что со своими завоеваниями он может делать, что захочет, после чего двинулся к Ле-Ману. Сопротивления город не оказал, однако, узнав от двигавшейся к столице Мэна английской армии, Филипп II решил отступить и покинул графство. Артур же, по совету Гильома, решил не следовать за своим покровителем, а дождаться в Ле-Мане Иоанна. Сенешаль надеялся примирить дядю и племянника, однако Артур так и не дождался короля; напуганный полученным от кого-то известием, что дядя планирует его заключить в тюрьму, он бежал вместе с матерью и Ги де Туаром (за которого она позже по совету французского короля выйдет замуж) в Анжер, откуда отправился в Париж.
Гильом де Рош, разочаровавшийся в английском короле, вновь оказался в фаворе у английского короля и его матери, Алиеноры Аквитанской. В этот период он засвидетельствовал несколько данных ими хартий о пожертвованиях.
Хотя 22 мая 1200 года в Ле-Гуле был подписан мирный договор между двумя державами, по которому Иоанн признавался законным королём, а Артур Бретонский — его вассалом, Филипп II утвердил свои вассальные права на английские континентальные владения, потребовав от английского короля уплатить 20 тысяч марок за наследование земель. Кроме того, Франция по условиям договора получила Нормандский Вексен и земли в Эврё (из-за чего Нормандия оказалась уязвима перед возможной агрессией); был заключён брачный договор между Людовиком, сыном Филиппа II, и племянницей Иоанна — дочерью его сестры Элеоноры и короля Кастилии (что укрепило претензии Капетингов на анжуйские владения); кроме того, Англия согласилась расторгнуть союз Фландрией, а позже и с Булонью. В результате французский король обыграл в дипломатии английского короля и подготовил почву для последующего захвата его владений.
Филипп II начал вторжение в Восточную Нормандию вместе с графом Фландрии и к июлю захватил часть Верхней Нормандии. Затем он осадил замок Арк, охраняемый Уильямом Маршалом, графом Пембруком и Уильямом Длинным Мечом, графом Солсбери. Около 20 июля, узнав о движении французской армии к Арку, он оставил командовать обороной Уильяма Мортимера, а сам вместе с графом Солсбери отошёл на запад. Там они собрали достаточно крупный мобильный отряд, с помощью которого провели ряд стремительных атак на осаждающих Арк французов. Однако силы Филиппа II многократно превосходили его армию, поэтому перспективы анжуйцев выглядели бесперспективными. Одновременно в Анжу вторгся Артур Бретонский с армией бретонских рыцарей, осадив замок Мирабо, в котором укрепилась престарелая Алиенора Аквитанская. Узнав об этом, Иоанн предпринял форсированный марш из Ле-Мана; преодолев за 2 дня 80 миль, они напали на рассвете 1 августа на армию Артура, разбили её, захватив в плен самого Артура и ещё 252 рыцарей.
Узнав о победе Иоанна, Филипп II снял осаду с Арка, опасаясь, что теперь английский король двинет свои войска в Верхнюю Нормандию. «История Уильяма Маршала» восторженно описывает, что Маршал и граф Солсбери отвели свою армию в Руан, где отпраздновали победу, выпив «немалое количество хорошего вина». Инициатива оказалась на стороне Иоанна, однако он допустил серьёзную ошибку. Английский король начал жестоко обращаться с пленными, которых захватил в Мирабо, а вскоре большинство из них, включая Артура Бретонского, просто исчезло. Часть из них сослали в замки в Нормандии и Южной Англии, где их заморили голодом. Подобное вызвало огромный скандал. Гильом де Рош, который был другом или родственником ряда рыцарей, который пытался узнать об их судьбе, ответа не получил; в итоге он был настолько возмущён поведением Иоанна, что перешёл на сторону Филиппа II; его примеру последовали и другие ведущие представители анжуйской знати. В итоге к началу 1203 года английский король потерял всякую поддержку в Анжу, Мэне и Турени. Даже в Нормандии ряд местных феодалов стали переходить на сторону Франции. Уильям Маршал верность Иоанну сохранил, но проблемы у Иоанна только начинались.
В начале 1203 года всё чаще стали раздаваться вопросы о судьбе Артура Бретонского. Известно, что сначала он содержался в одном из нормандских замков (вероятно, в Фалезе), а к апрелю был переведён в Руан, где его, судя по всему, убили в апреле. Хотя судьба принца была неизвестна, но слухи о его смерти пошли. В итоге в начале лета 1203 года всё больше аристократов стали переходить на сторону Филиппа II. В июне началось новое вторжение Филиппа II в английские владения, быстро получив контроль над территорией на левом берегу Сены и осадив замки Шато-Гайяр и Лез-Андели. В сентябре Иоанн и Уильям Маршал начали планировать наступление на них, стремясь прорвать осаду. Сам Уильям командовал сухопутной армией, вторая же армия плыла по Сене. Однако из-за того, что французам удалось захватить замок Водрёй, они могли плыть только ночью, поэтому наступление должно было начаться на рассвете. Но моряки недооценили силу течение и не успели приплыть к назначенному времени. В результате отряд Маршала оказался в одиночестве, понёс серьёзные потери и был отброшен; когда же второй отряд наконец доплыл, он также был разбит. Данное поражение оказалось одним из самых унизительный в военной карьере Уильяма.
Невозможность снять осаду с замков негативно повлияла на моральный дух анжуйцев. Хотя часть Верхней Нормандии вокруг владений Маршала в Лонгвиле и Арка пока держалась, положение Иоанна в герцогстве было катастрофическим. Зимой Иоанн решил вернуться в Англию, взяв с собой жену. Он отплыл 5 декабря, его сопровождал и Уильям. В это время Нормандия, кроме нескольких крепостей вроде Шато-Гайяра и Арка, уже была в руках французского короля.

## Брак и дети
1-я жена: Филиппа. Дети:
- Балдуин де Рош (умер после 1207/1208)[13].

Жена: около 1190 Маргарита де Сабле (до 1179—1238), дама де Сабле с 1193 года, дочь Роберта IV, сеньора де Сабле, и Клеменции Майенской. Дети:
- Роберт де Рош (умер около 1204)[13].
- Жанна де Рош[англ.] (около 1195 — 28 сентября 1238), дама де Сабле; муж: Амори I де Краон[фр.] (1170 — 2 мая 1226), сеньор де Краон[13].
- Клеменция де Рош (около 1200—1259/1260), дама де Шато-дю-Луар; 1-й муж: с 1217 Тибо VI (умер в 1218), граф Блуа, Шартра, Клермона и Шатодёна; 2-й муж: с 11 мая 1219 Жоффруа VI, виконт де Шатодён, сеньор де Мондубло и де Сен-Кале[13].